# ستان كروس
ستان كروس (بالإنجليزية: Stan Cross)‏ هو فنان قصص مصورة أسترالي وأمريكي، ولد في 3 ديسمبر 1888 في لوس أنجلوس في الولايات المتحدة، وتوفي في 16 يونيو 1977 في آرمدال في أستراليا.